# George Allen
George Felix Allen (* 8. března 1952) je americký republikánský politik. V letech 1994–1998 působil jako guvernér státu Virginie a v letech 2001–2007 byl jedním ze dvou senátorů za Virginii v Senátu Spojených států amerických. V roce 2012 se opět ucházel o křeslo senátora, ale v souboji podlehl demokratu Timu Kainemu.